# Мартинюк Арсен Григорович
Арсен Григорович Мартинюк (14 березня 1898, с. Лідихівка, Волинська губернія, Російська імперія, Україна — 21 червня 1982, м. Тернопіль, УРСР) — український вчений у галузі медицини. Доктор медичних наук (1950), професор (1951).

## Життєпис
Арсен Мартинюк народився 14 березня 1898 року в с. Лідихівка Теофіпольської волості Старокостянтинівського повіту Волинської губернії (Російська імперія).
Загальну освіту здобував у Теофіполі. Під час громадянської війни був підпільником, партизаном, військовим комісаром.
Закінчив медичний факультет Московського університету (1925, нині РФ).
З 1925 року працював завідувачем Гунською сільською лікарнею на Полтавщині, а з 1928 року — завідувачем Онопріївською районною лікарнею Кременчуцького округу. В 1931 році переведений до міста Новогеоргіївська на посаду хірурга. У 1932 році, маючи практичний досвід, вступив до аспірантури при кафедрі хірургії Харківського медичного інституту, захистив кандидатську дисертацію, працював викладачем.
Під час війни в 1941 році мобілізований в армію, працював хірургом військового госпіталю. Захворів і повернувся у Харків на посаду доцента кафедри хірургії медінституту. Після видужання в 1946 році працював ведучим хірургом військового госпіталю в місті Гадячі Полтавської області.
У 1946—1956 роках працював у Станіславському медичному інституті (нині Івано-Франківський національний медичний університет), де після захисту докторської дисертації (1949) очолив кафедру факультетської хірургії.
1956 року професор Арсен Мартинюк, за розпорядженням МОЗ УРСР, брав участь у роботі комісії щодо визначення можливості організації в м. Тернополі медичного інституту і висловив схвальну думку.
У 1957—1969 — у Тернопільському медичному інституті (нині університет): проректор із навчальної і наукової роботи, завідувач кафедри факультетської хірургії, професор кафедри загальної хірургії. Один із фундаторів інституту, підбирав педагогічні кадри, організовував кафедри, пізніше планував науково-дослідну роботу, визначав її стратегічні напрямки.
Тривалий час очолював обласне товариство урологів.
Сфера наукових зацікавлень: невідкладна хірургія, урологія, хірургічна ендокринологія.
Автор понад 50 наукових праць, у тому числі монографії.